# Пумзіле Мламбо-Нгука
Пумзіле Мламбо-Нгука (зулу Phumzile Mlambo-Ngcuka; англ. Phumzile Mlambo-Ngcuka) — державна і політична діячка Південно-Африканської Республіки. Обіймала посаду віцепрезидентки країни з 2005 по 2008 рік. У 2013—2021 роках — виконавча директорка організації «ООН-Жінки».

## Життєпис
Народилася 3 листопада 1955 року в Дурбані (Південно-Африканський Союз). Закінчила Національний університет Лесото, отримавши ступінь бакалавра соціології. У роки апартеїду займала різні керівні посади в жіночих та молодіжних громадських організаціях. З 1994 по 2008 рік була членкинею парламенту ПАР від партії Африканський національний конгрес. З 1999 по 2005 роки була міністеркою природних ресурсів та енергетики, потім призначена віцепрезиденткою країни. У 2008 році знята з посади внаслідок політичного скандалу за участю президента Табо Мбекі.

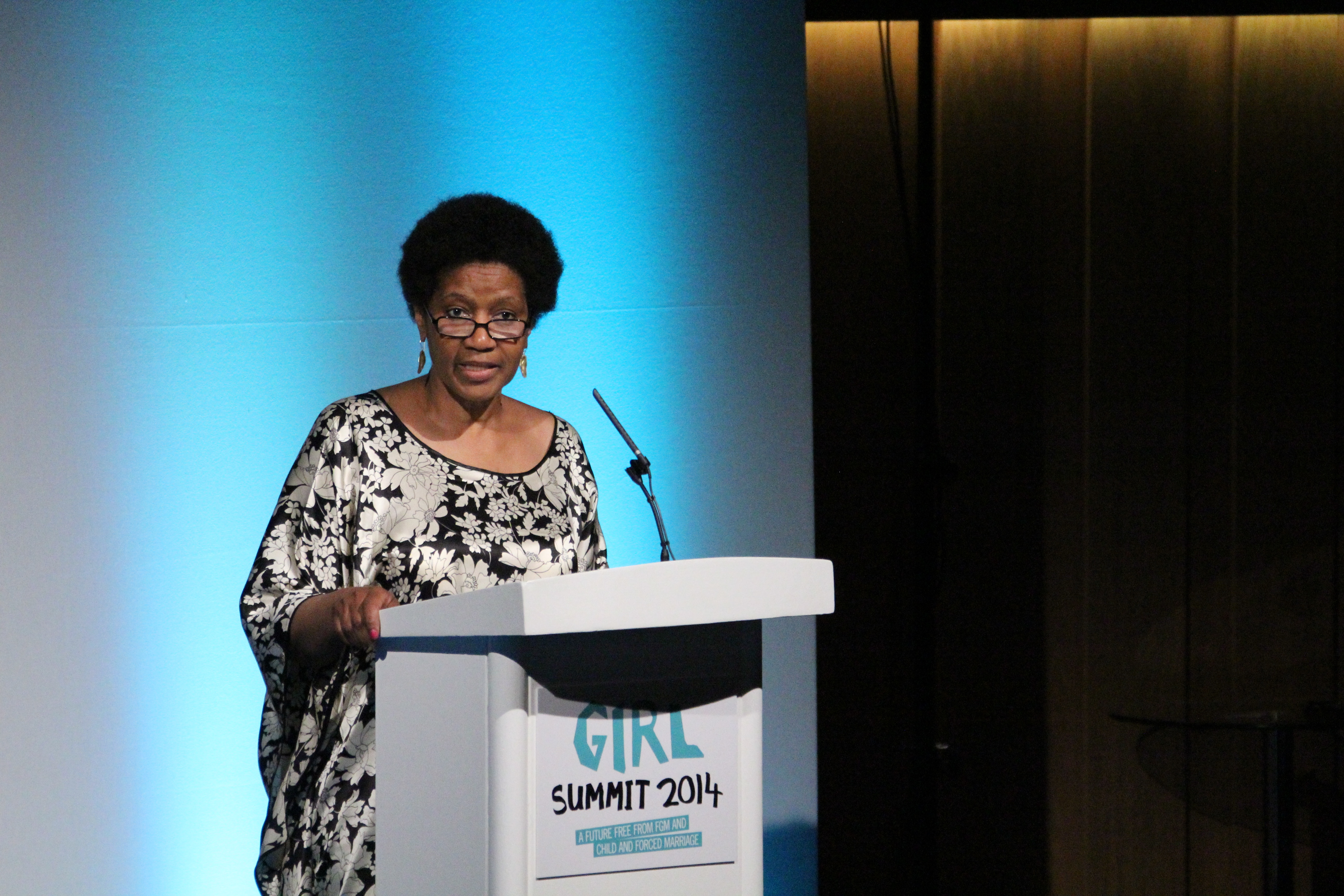
Пумзіле Мламбо-Нгука як виконавча директорка ООН-Жінки на «Girl Summit 2014»